# فهرست آثار ملی شهرستان شوشتر
شهرستان شوشتر یکی از شهرستان‌های استان خوزستان می‌باشد و مرکز این شهرستان، شهر شوشتر است که تا ابتدای دورهٔ پهلوی مرکز استان خوزستان بوده‌است.

## آثار ثبت‌شده
| ردیف | نام اثر                                  | نگاره          | دیرینگی                          | موقعیت | شمارهٔ ثبت | تاریخ ثبت  | منبع  |
| ---- | ---------------------------------------- | -------------- | -------------------------------- | --- | --------- | ---------- | ----- |
| ۱    | عسکر مکرم                                | بارگذاری تصویر | ساسانی                           | عسکر مکرم، بین اهواز و شوشتر ندافیه                                                                                              | ۴۵        | ۱۳۱۰/۰۶/۲۴ | [ ۲ ] |
| ۲    | بند قیصر                                 |                | ساسانی                           | شوشتر، بعد از میدان باطنی، مجاور پل جدید شوشتر، دزفول ۳۲°۳′۱۳٫۴۰۳″ شمالی ۴۸°۵۰′۵۵٫۲۷۳″ شرقی / ۳۲٫۰۵۳۷۲۳۰۶°شمالی ۴۸٫۸۴۸۶۸۶۹۴°شرقی | ۷۸        | ۱۳۱۰/۱۰/۱۵ | [ ۳ ] |
| ۳    | مسجد جمعه                                |                | قرن ۳ ق                          | محله مناره، خیابان مسجد جامع | ۲۸۶       | ۱۳۱۵/۱۲/۱۲ |       |
| ۴    | امامزاده عبدالله                         |                | قرن ۷ ق                          | میدان غرید، ابتدای شوشتر، اهواز                                                                                                  | ۳۶۴       | ۱۳۲۱/۰۳/۲۰ |       |
| ۵    | دستوا                                    |                | الیمائی ـ اشکانی (پارت) ـ ساسانی | ۳ کیلومتری جنوب شرقی شوشتر | ۴۲۱       | ۱۳۴۷/۰۴/۲۰ |       |
| ۶    | قلعه سلاسل                               |                | ساسانی                           | آخرین نقطه شمال غربی شوشتر | ۱۱۱۷      | ۱۳۵۴/۰۸/۱۰ |       |
| ۷    | تل بچون یا تپه بچون                      |                | هزاره دو ق‌م                      | ۴۰۰ متری جنوب قریه پهوند سفلی | ۱۲۹۱      | ۱۳۵۵/۰۹/۲۲ |       |
| ۸    | تپه مال صفر                              |                | هزاره دو ق‌م                      | ۳ کیلومتری غرب روستای مال صفر شوشت                                                                                               | ۱۲۹۲      | ۱۳۵۵/۰۹/۲۲ |       |
| ۹    | تپه دوتلون                               |                | هزاره دو ق‌م                      | حاشیه شرقی رودخانه رود باریک | ۱۲۹۳      | ۱۳۵۵/۰۹/۲۲ |       |
| ۱۰   | تپه چغا محمد                             |                | هزاره دو ق‌م                      | ۳۰۰ متری جنوب شرقی قریه بند مکینه                                                                                                | ۱۲۹۴      | ۱۳۵۵/۰۹/۲۲ |       |
| ۱۱   | تل هیاری یا تپه هیاری                    |                | ساسانی                           | ۵/۲ کیلومتری شمال غربی روستای گله گله                                                                                            | ۱۲۹۵      | ۱۳۵۵/۰۹/۲۲ |       |
| ۱۲   | تپه چغا طویله                            |                | هزاره ۳ الی دو ق. م              | ۵/۱ کیلومتری روستای بند مکینه | ۱۲۹۶      | ۱۳۵۵/۰۹/۲۲ |       |
| ۱۳   | تل قوری یا تپه قوری                      |                | هزاره ۳ و دو ق. م                | ۴ کیلومتری شمال غربی روستای بزاری                                                                                                | ۱۲۹۷      | ۱۳۵۵/۰۹/۲۲ |       |
| ۱۴   | تپه علی                                  |                | قرن ۶ الی ۱۱ ق                   | ۲ کیلومتری قریه زیدان شوشتر | ۱۲۹۸      | ۱۳۵۵/۰۹/۲۲ |       |
| ۱۵   | تل مجد یا تپه مجد                        |                | ساسانی ـ اسلامی                  | ۴ کیلومتری شمال قریه زیدان | ۱۲۹۹      | ۱۳۵۵/۰۹/۲۲ |       |
| ۱۶   | تپه چغا شیرین                            |                | هزاره دو ق‌م                      | ۱ کیلومتری شمال شرقی روستای عین نگار                                                                                             | ۱۳۰۰      | ۱۳۵۵/۰۹/۲۲ |       |
| ۱۷   | تپه بزازی                                |                | هزاره ۳ و دو ق. م                | حاشیه جنوبی روستای بزازی | ۱۳۰۱      | ۱۳۵۵/۰۹/۲۲ |       |
| ۱۸   | تپه باستانی گله گه                       |                | هزاره دو ق‌م ـ اشکانی (پارت)      | شمال غربی قریه گله گه | ۱۳۰۲      | ۱۳۵۵/۰۹/۲۲ |       |
| ۱۹   | تپه میخکی بابایی                         |                | اشکانی (پارت) ـ قرن ۷ و ۸ و ۹ ق  | حاشیه جنوبی روستای میخکی بابائی                                                                                                  | ۱۳۰۳      | ۱۳۵۵/۰۹/۲۲ |       |
| ۲۰   | تپه سردارآباد                            |                | اواسط هزاره دو ق‌م                | حاشیه شرقی روستای سردارآباد | ۱۳۰۴      | ۱۳۵۵/۰۹/۲۲ |       |
| ۲۱   | مجموعه آبشارها و آسیاب‌های آبی شوشتر      |                | ساسانی                           | شوشتر، خیابان شریعتی شرق، میدان آبشارها                                                                                          | ۲۱۸۰      | ۱۳۷۷/۰۹/۱۷ |       |
| ۲۲   | خانه مستوفی                              |                | قاجاریه                          | غرب شوشتردربافت سنتی ومشرف به پل شادروان                                                                                         | ۲۳۱۵      | ۱۳۷۸/۰۲/۱۴ |       |
| ۲۳   | بند میزان                                |                | ساسانی                           | میدان ۱۷شهریورانتهای، خ، بلوار                                                                                                   | ۲۳۳۱      | ۱۳۷۸/۰۳/۰۸ |       |
| ۲۴   | پل بند لشکر                              |                | ساسانی ـ اسلامی                  | جنوب شوشتر و امامزاده عبدالله، بر نهر داریون                                                                                     | ۲۳۵۹      | ۱۳۷۸/۰۴/۲۹ |       |
| ۲۵   | آرامگاه عبدالله بانو                     |                | صفویه                            | شوشتر، خ، شریعتی خ، جدید | ۲۳۸۸      | ۱۳۷۸/۰۶/۰۲ |       |
| ۲۶   | خانه امین زاده                           |                | قاجاریه                          | شوشترمحله گندال کوچه امین زاده                                                                                                   | ۲۴۴۶      | ۱۳۷۸/۰۸/۱۸ |       |
| ۲۷   | آرامگاه براء بن مالک                     |                | صفویه ـ قاجاریه                  | خ، شریعتی غربی، خ، براءبن مالک                                                                                                   | ۲۴۴۷      | ۱۳۷۸/۰۸/۱۸ |       |
| ۲۸   | برج کلاه‌فرنگی شوشتر                      |                | ساسانی                           | شوشترمیدان ۱۷ شهریورانتهای، خ، بلوار                                                                                             | ۲۶۱۱      | ۱۳۷۸/۱۲/۲۵ |       |
| ۲۹   | تپه علی کام دیده یاکم درده وبقعه علی کام |                | تاریخی                           | شوشتربخش میان دوآب روستای گاومیش آباد                                                                                            | ۲۶۱۷      | ۱۳۷۸/۱۲/۲۵ |       |
| ۳۰   | قلعه نظامی باغ خرم                       |                | تاریخی                           | روستای گاومیش آبادضلع غربی امام رضا دیمی                                                                                         | ۲۸۱۵      | ۱۳۷۹/۰۷/۱۶ |       |
| ۳۱   | پل بند گرگر                              |                | ساسانی                           | خ شریعتی شرق ضلع شمالی مجموعه آبشارها                                                                                            | ۲۹۱۴      | ۱۳۷۹/۰۹/۲۰ |       |
| ۳۲   | نیایشگاه صائبین                          |                | قرن ۹ و ۱۰ ق                     | روبروی کشتارگاه درکناررود گرگرجنوب شوشتر                                                                                         | ۲۹۱۵      | ۱۳۷۹/۰۹/۲۰ |       |
| ۳۳   | بند برج عیار                             |                | تاریخی                           | روبروی کشتارگاه رود گرگر جنوب شوشتر                                                                                              | ۲۹۴۰      | ۱۳۷۹/۰۹/۲۰ |       |
| ۳۴   | گور دخمه‌های مقام صاحب‌الزمان              |                | ساسانی                           | شهر شوشتر، ضلع شمال شرقی قدمگاه، صاحب الزمان (ع)                                                                                 | ۳۷۷۰      | ۱۳۸۰/۰۲/۱۸ |       |
| ۳۵   | پخشاب نهر تاریخی داریون                  |                | اشکانی (پارت) ـ ساسانی           | شهرستان شوشتر، بخش مرکزی | ۴۱۴۱      | ۱۳۸۰/۰۷/۱۰ |       |
| ۳۶   | پل خدا آفرین                             |                | اسلامی                           | شهرستان شوشتر، جنوب غرب شهر قدیمی دستوا، کناره غربی رود گرگر                                                                     | ۴۲۰۷      | ۱۳۸۰/۰۹/۰۵ |       |
| ۳۷   | مجموعه تپه‌های قبرستان/ زمین‌های سریم      |                | تاریخی                           | شهرستان شوشتر، ۵۰ متری شرق روستای سریمه و قبرستان روستا                                                                          | ۴۲۰۸      | ۱۳۸۰/۰۹/۰۵ |       |
| ۳۸   | تل کلاب                                  |                | تاریخی                           | شهرستان شوشتر، دهستان میان آب، ۵۰۰ متری روستای مهدی‌آباد                                                                          | ۴۲۰۹      | ۱۳۸۰/۰۹/۰۵ |       |
| ۳۹   | تپه گل شونه                              |                | ایلامی ـ اشکانی (پارت)           | شهرستان شوشتر، دهستان میان آب، روستای عرب حسن                                                                                    | ۴۲۱۰      | ۱۳۸۰/۰۹/۰۵ |       |
| ۴۰   | صدرات چای ـ ه                            |                |                                  | شهرستان شوشتر، دهستان میان آب، روستای عله                                                                                        | ۴۲۱۱      | ۱۳۸۰/۰۹/۰۵ |       |
| ۴۱   | محوطه باستانی لاطان                      |                | تاریخی ـ اسلامی                  | شهرستان شوشتر، دهستان میان آب، بخش شرقی روستای عله                                                                               | ۴۲۱۲      | ۱۳۸۰/۰۹/۰۵ |       |
| ۴۲   | تپه‌های بلوار ۴                           |                | اسلامی                           | شهرستان شوشتر، دهستان میان آب، دو کیلومتری شمال روستای عرب حسن                                                                   | ۴۲۱۳      | ۱۳۸۰/۰۹/۰۵ |       |
| ۴۳   | صدرات چای د                              |                | تاریخی ـ اسلامی                  | شهرستان شوشتر، دهستان میان آب، ۱۵۰ متری روستای عله                                                                               | ۴۲۱۴      | ۱۳۸۰/۰۹/۰۵ |       |
| ۴۴   | صدرات چای ز                              |                | تاریخی                           | شهرستان شوشتر، دهستان میان آب، بخش غربی روستای عله                                                                               | ۴۲۱۵      | ۱۳۸۰/۰۹/۰۵ |       |
| ۴۵   | تل خیرالله                               |                | تاریخی ـ اسلامی                  | شهرستان شوشتر، دهستان میان آب، ۵۰۰ متری جنوب شرقی، روستای تبتیه                                                                  | ۴۲۱۶      | ۱۳۸۰/۰۹/۰۵ |       |
| ۴۶   | محوطه جمبولوا آ                          |                | اشکانی (پارت) ـ ساسانی           | شهرستان شوشتر، دهستان میان آب، ۵۰۰ متری شرق روستای کنارپیر                                                                       | ۴۲۱۷      | ۱۳۸۰/۰۹/۰۵ |       |
| ۴۷   | بند شرابدار                              |                | اسلامی                           | شهرستان شوشتر، بخش مرکزی، دهستان میان آب، روی نهر داریون و شمال باغ خرم                                                          | ۴۲۱۸      | ۱۳۸۰/۰۹/۰۵ |       |
| ۴۸   | تپه زمین محمدباقر                        |                | اشکانی (پارت) ـ اسلامی           | شهرستان شوشتر، دهستان میان آب، یک کیلومتری غرب مهدی آب                                                                           | ۴۲۱۹      | ۱۳۸۰/۰۹/۰۵ |       |
| ۴۹   | تپه زمین‌های مردار گردش                   |                |                                  | شهرستان شوشتر، دهستان میان آب، روستای حاج منعم، ۱۵۰ م جنوب گرگر                                                                  | ۴۲۲۰      | ۱۳۸۰/۰۹/۰۵ |       |
| ۵۰   | محوطه واقع در زمین‌های پشت جوی حسن        |                | اشکانی (پارت)                    | ۳۰۰ متری شرق جاده شوشتر به اهواز، ۴۰۰ متری شمال مهدی‌آباد                                                                         | ۴۲۲۱      | ۱۳۸۰/۰۹/۰۵ |       |
| ۵۱   | تل گچی                                   |                | تاریخی                           | شهرستان شوشتر، دهستان میان آب، ۵۰۰ م غرب روستای قلعه سید                                                                         | ۴۲۲۲      | ۱۳۸۰/۰۹/۰۵ |       |
| ۵۲   | تپه جمبلوا ب                             |                | تاریخی                           | شهرستان شوشتر، دهستان میان آب، یک کیلومتری جنوب شرق روستای کنار پیر                                                              | ۴۲۲۳      | ۱۳۸۰/۰۹/۰۵ |       |
| ۵۳   | تپه سه بنه علیا                          |                | تاریخی                           | شهرستان شوشتر، یک کیلومتری جنوب سه بنه                                                                                           | ۴۲۲۴      | ۱۳۸۰/۰۹/۰۵ |       |
| ۵۴   | تپه بند قیر                              |                | تاریخی ـ اسلامی                  | استان خوزستان، شهرستان شوشتر، دهستان میان آب، ۳۰۰ متری شمال روستای بند قیر                                                       | ۴۲۲۵      | ۱۳۸۰/۰۹/۰۵ |       |
| ۵۵   | تپه قاباز ج ۰۵۲                          |                | تاریخی                           | شهرستان شوشتر، دهستان میان آب، ۳۰۰ م غرب جاده اهوازو شرکت مهتاب خوزستان                                                          | ۴۲۶۷      | ۱۳۸۰/۰۹/۰۵ |       |
| ۵۶   | تپه حاج منغم                             |                | تاریخی ـ اسلامی                  | شهرستان شوشتر، دهستان میان آب، ۲۰۰ م غرب روستای حاج منعم                                                                         | ۴۲۶۸      | ۱۳۸۰/۰۹/۰۵ |       |
| ۵۷   | تپه پشتک نظر                             |                | تاریخی                           | شهرستان شوشتر، دهستان میان آب، روستای مهدی‌آباد                                                                                   | ۴۲۶۹      | ۱۳۸۰/۰۹/۰۵ |       |
| ۵۸   | محوطه خرابه ۰۴۸                          |                | تاریخی ـ اسلامی                  | شهرستان شوشتر، دهستان میان آب، دو کیلومتری جنوب روستای لنگر                                                                      | ۴۲۷۰      | ۱۳۸۰/۰۹/۰۵ |       |
| ۵۹   | محوطه واقع در زمین‌های حاج منعم ۰۲۸       |                | تاریخی ـ اسلامی                  | شهرستان شوشتر، دهستان میان آب، قسمت شمالی روستای حاج منعم                                                                        | ۴۲۷۱      | ۱۳۸۰/۰۹/۰۵ |       |
| ۶۰   | تپه قاباز کوچک الف ـ ۰۵۰                 |                | اشکانی                           | شهرستان شوشتر، دهستان میان آب، یک کیلومتری جنوب روستای لنگر                                                                      | ۴۲۷۲      | ۱۳۸۰/۰۹/۰۵ |       |
| ۶۱   | کوره‌های عله ب                            |                | ایلامی                           | شهرستان شوشتر، دهستان میان آب، روستای بندقیر، ۱/۵ کیلومتری غرب جاده شوشتر اهواز                                                  | ۴۲۷۳      | ۱۳۸۰/۰۹/۰۵ |       |
| ۶۲   | تل بری بر ـ ۰۴۱                          |                | تاریخی                           | شهرستان شوشتر، دهستان میان آب، روستای لنگر، حدود ۷۰۰ متری شمال شطیط                                                              | ۴۲۷۴      | ۱۳۸۰/۰۹/۰۵ |       |
| ۶۳   | تپه دیبان دو ۰۵۷                         |                | تاریخی ـ اسلامی                  | شهرستان شوشتر، دهستان میان آب، یک کیلومتری غرب روستای عرب حسن                                                                    | ۴۲۷۵      | ۱۳۸۰/۰۹/۰۵ |       |
| ۶۴   | محوطه سریمه ۰۶۰                          |                | ایلامی                           | شهرستان شوشتر، دهستان میان آب، یک کیلومتری جنوب روستای سریمه                                                                     | ۴۲۷۶      | ۱۳۸۰/۰۹/۰۵ |       |
| ۶۵   | تل قاباز بزرگ ب ۰۵۱                      |                | ایلامی ـ اشکانی (پارت) ـ اسلامی  | شهرستان شوشتر، دهستان میان آب، ۱/۵ کیلومتری جنوب روستای لنگر                                                                     | ۴۲۷۷      | ۱۳۸۰/۰۹/۰۵ |       |
| ۶۶   | کوره‌های عله الف                          |                | تاریخی ـ اسلامی                  | شهرستان شوشتر، دهستان میان آب، یک کیلومتری شمال غرب روستای عله بند قیر                                                           | ۴۲۷۸      | ۱۳۸۰/۰۹/۰۵ |       |
| ۶۷   | کوره‌های عله ج                            |                | تاریخی ـ اسلامی                  | شهرستان شوشتر، دهستان میان آب، یک کیلومتری شمال غرب روستای عله بندقیر                                                            | ۴۲۷۹      | ۱۳۸۰/۰۹/۰۵ |       |
| ۶۸   | تپه و محوطه باستانی پشت جوی حسن          |                | تاریخی                           | شهرستان شوشتر، دهستان میان آب، ۳۵۰متری شرق روستای مهندی آباذ                                                                     | ۴۲۸۰      | ۱۳۸۰/۰۹/۰۵ |       |
| ۶۹   | تپه‌های بلوار ۲                           |                | تاریخی                           | شهرستان شوشتر، دهستان میان آب، دو کیلومتری شمال روستای عرب حسن                                                                   | ۴۲۸۱      | ۱۳۸۰/۰۹/۰۵ |       |
| ۷۰   | تل هرسی ۰۰۴                              |                | تاریخی ـ اسلامی                  | شهرستان شوشتر، دهستان میان آب، ۸۰۰ متری غرب پل مستوفی                                                                            | ۴۲۸۲      | ۱۳۸۰/۰۹/۰۵ |       |
| ۷۱   | تل مارقری ۰۳۸                            |                | تاریخی ـ اسلامی                  | شهرستان شوشتر، دهستان میان آب، جنوب روستای مهدی‌آباد                                                                              | ۴۲۸۳      | ۱۳۸۰/۰۹/۰۵ |       |
| ۷۲   | تل اشرفی دو ۰۳۶                          |                | تاریخی                           | شهرستان شوشتر، دهستان میان آب، روستای قلعه سید                                                                                   | ۴۲۸۴      | ۱۳۸۰/۰۹/۰۵ |       |
| ۷۳   | تل زاهد II۸–۲۶۷                          |                | تاریخی ـ اسلامی                  | شهرستان شوشتر، دهستان میان آب، روستای سوفان علیا                                                                                 | ۴۲۸۵      | ۱۳۸۰/۰۹/۰۵ |       |
| ۷۴   | تل کن ابلا ۰۳۷                           |                | تاریخی                           | شهرستان شوشتر، دهستان میان آب، روستای مهدی‌آباد                                                                                   | ۴۲۸۶      | ۱۳۸۰/۰۹/۰۵ |       |
| ۷۵   | محوطه گذار ماهی بازان ۰۲۷                |                | تاریخی ـ اسلامی                  | شهرستان شوشتر، دهستان میان آب، روستای حاج منعم، ۱۰متری جنوب رودگرگر                                                              | ۴۲۸۷      | ۱۳۸۰/۰۹/۰۵ |       |
| ۷۶   | تل نظر ۰۴۴                               |                | اشکانی (پارت)                    | شهرستان شوشتر، دهستان میان آب، روستای مهدی‌آباد                                                                                   | ۴۲۸۸      | ۱۳۸۰/۰۹/۰۵ |       |
| ۷۷   | تل چم۱ ۰۵۴                               |                | تاریخی ـ اسلامی                  | شهرستان شوشتر، دهستان میان آب، مابین روستای عرب حسن و نعنایه                                                                     | ۴۲۸۹      | ۱۳۸۰/۰۹/۰۵ |       |
| ۷۸   | تپه دیبان سه ۰۵۸                         |                | تاریخی                           | شهرستان شوشتر، دهستان میان آب، جنوب غرب روستای عرب حسن                                                                           | ۴۲۹۰      | ۱۳۸۰/۰۹/۰۵ |       |
| ۷۹   | تل حسن ۰۸۸–۲۲۱                           |                | تاریخی ـ اسلامی                  | شهرستان شوشتر، دهستان میان آب، ۴۰۰متری جنوب شرق روستای تلتبیه                                                                    | ۴۲۹۱      | ۱۳۸۰/۰۹/۰۵ |       |
| ۸۰   | محوطه باستانی جلیعه                      |                | تاریخی ـ اسلامی                  | شهرستان شوشتر، دهستان میان آب، ۵۰۰ متری جنوب غربی روستای مجریه                                                                   | ۴۲۹۲      | ۱۳۸۰/۰۹/۰۵ |       |
| ۸۱   | محوطه تججه (۱۲۲) ـ ۲۷۱                   |                | تاریخی ـ اسلامی                  | شهرستان شوشتر، دهستان میان آب، ۵۰ متری شمال روستای سوفان علیا                                                                    | ۴۲۹۳      | ۱۳۸۰/۰۹/۰۵ |       |
| ۸۲   | تپه سیاه ۰۷۳                             |                | تاریخی ـ اسلامی                  | شهرستان شوشتر، دهستان میان آب، ۹۰ متری شمال روستای باسطیه                                                                        | ۴۲۹۴      | ۱۳۸۰/۰۹/۰۵ |       |
| ۸۳   | مجموعه تپه‌های بلوار یک ۱۱۱–۲۵۳           |                | تاریخی ـ اسلامی                  | شهرستان شوشتر، دهستان میان آب، شمال روستای عرب حسن                                                                               | ۴۲۹۵      | ۱۳۸۰/۰۹/۰۵ |       |
| ۸۵   | تپه خارزار                               |                | تاریخی                           | شهرستان شوشتر، دهستان میان آب، نزدیک روستای مهدی‌آباد                                                                             | ۴۲۹۶      | ۱۳۸۰/۰۹/۰۵ |       |
| ۸۶   | تپه ایشان الاسود دو (۲۴۸–۱۰۶)            |                | تاریخی ـ اسلامی                  | شهرستان شوشتر، دهستان میان آب، یک کیلومتری شرق روستای بنه اسد                                                                    | ۴۲۹۷      | ۱۳۸۰/۰۹/۰۵ |       |
| ۸۷   | تل میرزاده                               |                | تاریخی ـ اسلامی                  | شهرستان شوشتر، دهستان میان آب، یک کیلومتری جنوب روستای سدبنه و یک کیلومتری شمال روستای عله                                       | ۴۲۹۸      | ۱۳۸۰/۰۹/۰۵ |       |
| ۸۸   | تل دیمی (۱۱۷) ۲۶۶                        |                | تاریخی ـ اسلامی                  | شهرستان شوشتر، دهستان میان آب، شمال روستای سوفان علیا                                                                            | ۴۲۹۹      | ۱۳۸۰/۰۹/۰۵ |       |
| ۸۹   | مجموعه تپه‌های شمال شرق باسطیه ۰۷۴        |                | تاریخی                           | شهرستان شوشتر، دهستان میان آب، ۱۲۰۰ متری شمال شرق روستای باسطیه                                                                  | ۴۳۰۰      | ۱۳۸۰/۰۹/۰۵ |       |
| ۹۰   | تپه حاج محمد قبرستان (۱۰۲–۲۴۴)           |                | تاریخی                           | شهرستان شوشتر، دهستان میان آب، یک کیلومتری شمال غرب روستای عرب اسد                                                               | ۴۳۰۱      | ۱۳۸۰/۰۹/۰۵ |       |
| ۹۱   | تپه مشول                                 |                | تاریخی                           | شهرستان شوشتر، دهستان میان آب، ۱/۵ کیلومتری جنوب روستای زهوآباد                                                                  | ۴۳۰۲      | ۱۳۸۰/۰۹/۰۵ |       |
| ۹۲   | تپه ایشان الاسود ۱                       |                | تاریخی ـ اسلامی                  | شهرستان شوشتر، دهستان میان آب، دو کیلومتری شرق روستای بنه اسد                                                                    | ۴۳۰۳      | ۱۳۸۰/۰۹/۰۵ |       |
| ۹۳   | تپه نقشیات (۲۷۸) ۱۲۹                     |                | تاریخی ـ اسلامی                  | شهرستان شوشتر، دهستان میان آب، ۲۰۰متری شرق روستای نقیشات                                                                         | ۴۳۰۵      | ۱۳۸۰/۰۹/۰۵ |       |
| ۹۴   | تپه دیبان ۱                              |                | تاریخی                           | شهرستان شوشتر، بخش مرکزی، ۱/۵ کیلومتری جنوب روستای عرب حسن                                                                       | ۴۳۰۶      | ۱۳۸۰/۰۹/۰۵ |       |
| ۹۵   | تپه گبیبه ۰۵۹                            |                | ایلامی ـ تاریخی ـ اسلامی         | شهرستان شوشتر، یک کیلومتری جنوب روستای زهوآباد                                                                                   | ۴۳۰۷      | ۱۳۸۰/۰۹/۰۵ |       |
| ۹۶   | تپه علی شاهی ۰۱۶                         |                | تاریخی                           | شهرستان شوشتر، دهستان میان آب، یک کیلومتری غرب روستای گلالک                                                                      | ۴۳۰۸      | ۱۳۸۰/۰۹/۰۵ |       |
| ۹۷   | تل چم دو ۰۵۵                             |                | تاریخی ـ اسلامی                  | شهرستان شوشتر، دهستان میان آب، مابین روستای عرب حسن و نعنایه                                                                     | ۴۳۰۹      | ۱۳۸۰/۰۹/۰۵ |       |
| ۹۸   | تل اشرفی الف                             |                | تاریخی                           | شهرستان شوشتر، دهستان میان آب، حدود ۸۰۰متری شرق شطیط روستای قلعه سید                                                             | ۴۳۱۳      | ۱۳۸۰/۰۹/۰۵ |       |
| ۹۹   | تپه سوفان علیا ب                         |                | تاریخی                           | شهرستان شوشتر، دهستان میان آب، روستای سوفان علیا                                                                                 | ۴۳۱۴      | ۱۳۸۰/۰۹/۰۵ |       |
| ۱۰۰  | تپه قل رومزی الف                         |                | تاریخی ـ اسلامی                  | شهرستان شوشتر، دهستان میان آب، دو کیلومتری جنوب غرب روستای قل رومزی                                                              | ۴۳۱۵      | ۱۳۸۰/۰۹/۰۵ |       |
| ۱۰۱  | تپه قل رومزی ب                           |                | تاریخی ـ اسلامی                  | شهرستان شوشتر، دهستان میان آب، ۱/۵ کیلومتری شمال شرق روستای قل رومزی                                                             | ۴۳۱۶      | ۱۳۸۰/۰۹/۰۵ |       |
| ۱۰۲  | تپه قل رومزی ج                           |                | تاریخی ـ اسلامی                  | شهرستان شوشتر، دهستان میان آب، ۱/۵ کیلومتری جنوب غرب روستای قل رومزی                                                             | ۴۳۱۷      | ۱۳۸۰/۰۹/۰۵ |       |
| ۱۰۳  | تپه سوفان علیا الف                       |                | اسلامی                           | شهرستان شوشتر، دهستان میان آب، روستای سوفان علیا                                                                                 | ۴۳۱۸      | ۱۳۸۰/۰۹/۰۵ |       |
| ۱۰۴  | تپه جیلی بزرگ ۰۴۹                        |                | ایلام جدید                       | شهرستان شوشتر، دهستان میان آب، ۵۰۰ متری جنوب روستای لنگر                                                                         | ۴۳۱۹      | ۱۳۸۰/۰۹/۰۵ |       |
| ۱۰۵  | تپه مشرحات                               |                | تاریخی                           | شهرستان شوشتر، دهستان میان آب، روستای دیلم جدید                                                                                  | ۴۳۲۰      | ۱۳۸۰/۰۹/۰۵ |       |
| ۱۰۶  | تپه باستانی عله                          |                | اسلامی                           | شهرستان شوشتر، دهستان میان آب، حد فاصل جاده شوشتر، اهواز و روستای عله                                                            | ۴۳۲۱      | ۱۳۸۰/۰۹/۰۵ |       |
| ۱۰۷  | تپه علیم                                 |                | تاریخی ـ اسلامی                  | شهرستان شوشتر، بخش شمالی روستای غلیم                                                                                             | ۴۳۲۲      | ۱۳۸۰/۰۹/۰۵ |       |
| ۱۰۹  | تپه شقاریج                               |                | تاریخی ـ اسلامی                  | شهرستان شوشتر، دهستان میان آب، ۲۰۰ متری غرب روستای شقاریج سفلی                                                                   | ۴۳۲۳      | ۱۳۸۰/۰۹/۰۵ |       |
| ۱۱۰  | تپه اوذبیع                               |                | تاریخی                           | شهرستان شوشتر، دهستان میان آب، ۵۰۰ متری جنوب روستای سریمه                                                                        | ۴۳۲۴      | ۱۳۸۰/۰۹/۰۵ |       |
| ۱۱۱  | تپه جیلی ۰۴۵                             |                | تاریخی                           | شهرستان شوشتر، دهستان میان آب، ۱/۵ کیلومتری روستای لنگر                                                                          | ۴۳۲۵      | ۱۳۸۰/۰۹/۰۵ |       |
| ۱۱۲  | تپه جیلی ۰۴۶                             |                | تاریخی ـ اسلامی                  | شهرستان شوشتر، دهستان میان آب، روستای لنگر                                                                                       | ۴۳۲۶      | ۱۳۸۰/۰۹/۰۵ |       |
| ۱۱۳  | محوطه باستانی فیصل                       |                | تاریخی                           | شهرستان شوشتر، روستای سریمه | ۴۳۲۷      | ۱۳۸۰/۰۹/۰۵ |       |
| ۱۱۴  | تپه بنه اسد                              |                | تاریخی ـ اسلامی                  | شهرستان شوشتر، دهستان میان آب، روستای بنه اسد                                                                                    | ۴۳۲۸      | ۱۳۸۰/۰۹/۰۵ |       |
| ۱۱۵  | تپه باستانی دولت‌آباد                     |                | تاریخی ـ اسلامی                  | شهرستان شوشتر، دهستان میان آب، ۱/۵ کیلومتری جنوب شرقی روستای سبزی                                                                | ۴۳۲۹      | ۱۳۸۰/۰۹/۰۵ |       |
| ۱۱۶  | تپه قلعه سید (تل اشرفی ۱)                |                | تاریخی                           | شهرستان شوشتر، دهستان میان آب، روستای قلعه سید                                                                                   | ۴۳۳۰      | ۱۳۸۰/۰۹/۰۵ |       |
| ۱۱۷  | چشمه سوزنگر                              |                | تاریخی                           | شهرستان شوشتر، شمال غرب قدمگاه صاحب الزمان                                                                                       | ۴۳۳۱      | ۱۳۸۰/۰۹/۰۵ |       |
| ۱۱۸  | بنای سنگی تو کمری                        |                | تاریخی                           | شهرستان شوشتر، شمال غرب قدمگاه صاحب الزمان                                                                                       | ۴۳۳۲      | ۱۳۸۰/۰۹/۰۵ |       |
| ۱۱۹  | تپه ابو عمود نجات                        |                | تاریخی                           | شهرستان شوشتر، دهستان میان آب، روستای ابوعموه                                                                                    | ۴۳۳۳      | ۱۳۸۰/۰۹/۰۵ |       |
| ۱۲۰  | تپه چهار گاوه                            |                | تاریخی ـ اسلامی                  | شهرستان شوشتر، ۴ کیلومتری غرب روستای چهار گاوه                                                                                   | ۴۳۳۴      | ۱۳۸۰/۰۹/۰۵ |       |
| ۱۲۱  | تپه زباغ                                 |                | تاریخی ـ اسلامی                  | شهرستان شوشتر، دهستان میان آب | ۴۳۳۵      | ۱۳۸۰/۰۹/۰۵ |       |
| ۱۲۲  | تپه یباره                                |                | اسلامی                           | شهرستان شوشتر، دهستان میان آب، جنوب غربی روستای یباره                                                                            | ۴۳۳۶      | ۱۳۸۰/۰۹/۰۵ |       |
| ۱۲۳  | تپه عله ب                                |                | تاریخی ـ اسلامی                  | شهرستان شوشتر، ۲۵۰ متری غرب جاده شوشتر به اهواز جنوب شرقی روستای عله                                                             | ۴۳۳۷      | ۱۳۸۰/۰۹/۰۵ |       |
| ۱۲۴  | تپه سه بنه ب                             |                | تاریخی ـ اسلامی                  | شهرستان شوشتر، در قسمت شمالی روستای سه بنه                                                                                       | ۴۳۳۸      | ۱۳۸۰/۰۹/۰۵ |       |
| ۱۲۵  | تپه گبیبه                                |                | تاریخی                           | شهرستان شوشتر، ۲/۵ک م شرق سریمه                                                                                                  | ۴۳۳۹      | ۱۳۸۰/۰۹/۰۵ |       |
| ۱۲۶  | محوطه باستانی میجوئون                    |                | اسلامی                           | شهرستان شوشتر، دهستان میان آب، روستای مهدی‌آباد                                                                                   | ۴۳۴۰      | ۱۳۸۰/۰۹/۰۵ |       |
| ۱۲۷  | تپه عبدالسید                             |                | تاریخی                           | شهرستان شوشتر، دهستان میان آب، ۲۰۰ متری جنوب روستای دیلم                                                                         | ۴۳۴۱      | ۱۳۸۰/۰۹/۰۵ |       |
| ۱۲۸  | تپه صدرات چای ج                          |                | تاریخی ـ اسلامی                  | شهرستان شوشتر، دهستان میان آب ۱۰۰متری جنوب شرقی روستای عله                                                                       | ۴۳۴۲      | ۱۳۸۰/۰۹/۰۵ |       |
| ۱۲۹  | تپه صدرات چای ب                          |                | پیش از تاریخ ـ تاریخی            | شهرستان شوشتر، دهستان میان آب، ۱۰۰ متری شرق روستای عله                                                                           | ۴۳۴۳      | ۱۳۸۰/۰۹/۰۵ |       |
| ۱۳۰  | تپه واقع در زمین‌های حاج یعقوب            |                | تاریخی                           | شهرستان شوشتر، دهستان میان آب، روستای کنارپیر                                                                                    | ۴۳۴۴      | ۱۳۸۰/۰۹/۰۵ |       |
| ۱۳۱  | تپه باغ رستم                             |                | تاریخی ـ اسلامی                  | شهرستان شوشتر، دهستان میان آب، ۱۰۰متی غرب جاده گاومیش آباد                                                                       | ۴۳۴۵      | ۱۳۸۰/۰۹/۰۵ |       |
| ۱۳۲  | تپه جیلی کوچک ۰۴۶                        |                | اسلامی                           | شهرستان شوشتر، دهستان میان آب، ۷۰۰متری جنوب روستای لنگر                                                                          | ۴۳۴۶      | ۱۳۸۰/۰۹/۰۵ |       |
| ۱۳۳  | تپه فرج                                  |                | اسلامی                           | شهرستان شوشتر، روستای بنه اسد | ۴۳۴۷      | ۱۳۸۰/۰۹/۰۵ |       |
| ۱۳۴  | تپه سه‌بنه                                |                | اسلامی                           | شهرستان شوشتر، روستای سه بنه | ۴۳۴۸      | ۱۳۸۰/۰۹/۰۵ |       |
| ۱۳۵  | تپه مقتیه ۲                              |                | ایلامی                           | شهرستان شوشتر، دهستان میان آب، جنوب روستای دیلم جدید                                                                             | ۴۳۴۹      | ۱۳۸۰/۰۹/۰۵ |       |
| ۱۳۶  | تپه مقتیه ۱                              |                | تاریخی                           | شهرستان شوشتر، دهستان میان آب، روستای دیلم جدید                                                                                  | ۴۳۵۰      | ۱۳۸۰/۰۹/۰۵ |       |
| ۱۳۷  | تپه مشول ۲                               |                | پیش از تاریخ ـ تاریخی            | شهرستان شوشتر، ۱۲۰۰متری جنوب روستای زهوآباد                                                                                      | ۴۳۷۴      | ۱۳۸۰/۰۹/۰۵ |       |
| ۱۳۸  | محوطه واقع در زمین‌های چم                 |                | تاریخی                           | شهرستان شوشتر، حدفاصل روستاهای یباره و بنه نضیر                                                                                  | ۴۳۷۵      | ۱۳۸۰/۰۹/۰۵ |       |
| ۱۳۹  | تپه‌های بلوار ۳                           |                | تاریخی ـ ساسانی ـ اسلامی         | شهرستان شوشتر، دهستان میان آب، روستای عرب حسن                                                                                    | ۴۳۷۶      | ۱۳۸۰/۰۹/۰۵ |       |
| ۱۴۰  | تپه داروغه                               |                | تاریخی ـ اسلامی                  | شهرستان شوشتر، ۱ک م جنوب روستای قلعه خان و یک کیلومتری شمال غرب روستای عرب اسد                                                   | ۴۳۷۷      | ۱۳۸۰/۰۹/۰۵ |       |
| ۱۴۱  | تپه واقع در زمین‌های همیان                |                | اسلامی                           | شهرستان شوشتر، دهستان میان آب، روستای غلیم                                                                                       | ۴۳۷۸      | ۱۳۸۰/۰۹/۰۵ |       |
| ۱۴۲  | تپه ایشان الفرج ۱                        |                | اسلامی                           | شهرستان شوشتر، دهستان میان آب، دو کیلومتری شرق روستای بنه اسد                                                                    | ۴۳۷۹      | ۱۳۸۰/۰۹/۰۵ |       |
| ۱۴۳  | تپه ایشان الفرج ۲                        |                | ساسانی                           | شهرستان شوشتر، دهستان میان آب، روستای بنه اسد                                                                                    | ۴۳۸۰      | ۱۳۸۰/۰۹/۰۵ |       |
| ۱۴۴  | تپه ایشان الفرج ۳                        |                | قرون اولیه اسلامی                | شهرستان شوشتر، دهستان میان آب، دو کیلومتری شرق روستای بنه اسد                                                                    | ۴۳۸۱      | ۱۳۸۰/۰۹/۰۵ |       |
| ۱۴۵  | تپه ایشان الدووه                         |                | ایلامی ـ ساسانی                  | شهرستان شوشتر، دهستان میان آب، شمال روستای زهوآباد                                                                               | ۴۳۸۲      | ۱۳۸۰/۰۹/۰۵ |       |
| ۱۴۶  | تپه سوفان                                |                | اسلامی                           | شهرستان شوشتر، دهستان میان آب، یک کیلومتری غرب روستای سوفان علیا                                                                 | ۴۳۸۳      | ۱۳۸۰/۰۹/۰۵ |       |
| ۱۴۷  | محوطه باستانی هرد (۰۷۲)                  |                | ساسانی                           | دو کیلومتری جنوب شرقی دیلم قدیم و جنوب دیلم جدید                                                                                 | ۴۶۸۳      | ۱۳۸۰/۱۰/۱۱ |       |
| ۱۴۸  | بقایای تپه واقع در زمین‌های پشت جوی حسن ۳ |                | تاریخی ـ اسلامی                  | شهرستان شوشتر، حدود ۲۰۰ متری شرق مهدی‌آباد، حدود ۱۰۰ متری شرق کارخانه کنسروسازی                                                   | ۴۷۴۹      | ۱۳۸۰/۱۱/۲۳ |       |
| ۱۴۹  | تپه صدرات چای (و)                        |                | تاریخی ـ اسلامی                  | شهرستان شوشتر، ۲۰۰ متری شرق روستای عله و ۲۰۰ متری غرب جاده آسفالته شوشتر                                                         | ۴۷۵۰      | ۱۳۸۰/۱۱/۲۳ |       |
| ۱۵۰  | محوطه باستانی نگینی غربی و شرقی          |                | تاریخی ـ اسلامی                  | شهرستان شوشتر، شرق جاده شوشتر، اهواز، حدود ۲/۵ کیلومتری روستای نقیشات                                                            | ۴۷۵۱      | ۱۳۸۰/۱۱/۲۳ |       |
| ۱۵۱  | محوطه سمیرات                             |                | پیش از تاریخ ـ تاریخی            | شهرستان شوشتر، بخش مرکزی، دهستان میان آب، دو کیلومتری جنوب شرق روستای سمیرات                                                     | ۵۰۷۰      | ۱۳۸۰/۱۲/۲۵ |       |
| ۱۵۲  | تپه دهنو                                 |                | ایلامی ـ اسلامی                  | شهرستان شوشتر، جاده شوشتر، شوش، منطقه شیخ حاجات                                                                                  | ۶۱۴۰      | ۱۳۸۱/۰۷/۰۷ |       |
| ۱۵۳  | آرامگاه سید محمد بازار                   |                | صفویه                            | شهرستان شوشتر، چهار راه امام، ضلع شرقی خیابان امام                                                                               | ۷۱۵۱      | ۱۳۸۱/۱۱/۱۲ |       |
| ۱۵۴  | خانه معین التجار                         |                | قاجاریه                          | شهرستان شوشتر، انتهای خیابان امام شرقی، محله درب عباس، جنب مقام عباس                                                             | ۷۲۵۱      | ۱۳۸۱/۱۱/۱۲ |       |
| ۱۵۵  | خانه جولا زاده                           |                | اواخر قاجار                      | شهرستان شوشتر، خیابان امام، ضلع شرقی ساحل رودگرگر، بالا دست باغ خان                                                              | ۷۵۶۹      | ۱۳۸۱/۱۲/۱۷ |       |
| ۱۵۶  | قدمگاه خضرنبی                            |                | قرن ۸ ق                          | خوزستان، شوشتر، سمت راست ورودی جاده مسجد سلیمان به شوشتر، ناحیه دروازه                                                           | ۷۹۳۱      | ۱۳۸۱/۱۲/۱۷ |       |
| ۱۵۷  | خانه رضوان                               |                | قاجاریه                          | خوزستان، شوشتر، دروازه کوچه اوراضی                                                                                               | ۷۹۳۲      | ۱۳۸۱/۱۲/۱۷ |       |
| ۱۵۸  | خانه مرعشی                               |                | قاجاریه                          | شهرستان شوشتر، دروازه غربی آبشارهای شوشتر                                                                                        | ۷۹۳۳      | ۱۳۸۱/۱۲/۱۷ |       |
| ۱۵۹  | محوطه صحرای بلبل                         |                | ساسانی                           | خوزستان، شوشتر، از پل کشتارگاه تا جاده مسجد سلیمان                                                                               | ۷۹۳۴      | ۱۳۸۱/۱۲/۱۷ |       |
| ۱۶۰  | ساباط درخونه                             |                | قاجاریه                          | شوشتر، خیابان امام، محله درخونه                                                                                                  | ۷۹۳۵      | ۱۳۸۱/۱۲/۱۷ |       |
| ۱۶۱  | بنای مقام حسین                           |                | قاجاریه                          | شوشتر، خیابان رجایی غربی، روبروی بیمارستان والفجر                                                                                | ۷۹۳۶      | ۱۳۸۱/۱۲/۱۷ |       |
| ۱۶۲  | ساباط معینی التجار                       |                | قاجاریه                          | شوشتر، خیابان امام، جنب مقام عباس                                                                                                | ۷۹۳۷      | ۱۳۸۱/۱۲/۱۷ |       |
| ۱۶۳  | پل شاه علی                               |                | صفویه                            | شهرستان شوشتر، جاده شوشتر به اهواز جنب پل ملت                                                                                    | ۷۹۳۸      | ۱۳۸۱/۱۲/۱۷ |       |
| ۱۶۴  | مزرعه ۴۵۵ کشت و صنعت کارون               |                | ایلامی                           | خوزستان، شوشتر، مزارع کشت و صنعت کارون، اداره چهارم در جهت شمالی یارد آبیارها                                                    | ۷۹۳۹      | ۱۳۸۱/۱۲/۱۷ |       |
| ۱۶۵  | کاروان‌سرای افضل                          |                | قاجاریه                          | شهرستان شوشتر، خیابان طالقانی، کوچه سنگ‌فرش                                                                                       | ۷۹۴۰      | ۱۳۸۱/۱۲/۱۷ |       |
| ۱۶۶  | تپه یارد آبیارها (۴۵۶)                   |                | تاریخی ـ اسلامی                  | شوشتر، مزارع کشت و صنعت کارون، اداره چهارم                                                                                       | ۷۹۴۱      | ۱۳۸۱/۱۲/۱۷ |       |
| ۱۶۷  | محوطه سنگ کارگر                          |                | ایلامی                           | شهرستان شوشتر، جاده شوشتر به مسجد سلیمان بین روستای پیرگوری و روستای نورعلی                                                      | ۸۳۵۹      | ۱۳۸۲/۰۲/۰۹ |       |
| ۱۶۸  | تپه مدرس یک                              |                | پیش از تاریخ                     | شوشتر، بخش شهید مدرس، ۴ کیلومتری شرق پاسگاه انتظامی مدرس                                                                         | ۸۳۶۰      | ۱۳۸۲/۰۲/۰۹ |       |
| ۱۶۹  | حمام افضل                                |                | اواخر قاجار                      | شهر شوشتر، چهار راه امام، پشت مسجد رسول                                                                                          | ۸۳۶۱      | ۱۳۸۲/۰۲/۰۹ |       |
| ۱۷۰  | تپه ۴۵۷ مزارع کشت و صنعت کارون           |                | ایلامی ـ تاریخی ـ اسلامی         | شوشتر، مزارع کشت و صنعت کارون اداره چهارم                                                                                        | ۸۳۶۲      | ۱۳۸۲/۰۲/۰۹ |       |
| ۱۷۱  | مسجد حسین                                |                | صفویه                            | خوزستان، شهر شوشتر، خیابان امام، کوچه کجبان                                                                                      | ۸۳۶۳      | ۱۳۸۲/۰۲/۰۹ |       |
| ۱۷۲  | آرامگاه شعیب نبی                         |                | صفویه                            | شهرستان شوشتر، دهستان شعیبیه روستای گوریه                                                                                        | ۸۳۶۴      | ۱۳۸۲/۰۲/۰۹ |       |
| ۱۷۳  | آرامگاه سیاهپوش                          |                | قاجاریه                          | شوشتر، خیابان طالقانی، پشت پاساژ هدیه زاده                                                                                       | ۸۳۶۵      | ۱۳۸۲/۰۲/۰۹ |       |
| ۱۷۴  | بقعه شیخ شمس‌الدین                        |                | سلجوقیان                         | شهرستان شوشتر، ابتدای جاده شوشتر، عقیلی روبروی چشمه سوزنگر                                                                       | ۸۳۶۶      | ۱۳۸۲/۰۲/۰۹ |       |
| ۱۷۵  | آرامگاه پیردالو                          |                | صفویه                            | شهرستان شوشتر، جاده سید محمد گلابی بین روستای پیردالو و تخت قیصر                                                                 | ۸۳۶۷      | ۱۳۸۲/۰۲/۰۹ |       |
| ۱۷۶  | آرامگاه سید صالح                         |                | قاجاریه                          | شهر شوشتر، خیابان رجایی غربی، ربروی اداره اوقاف                                                                                  | ۸۳۶۸      | ۱۳۸۲/۰۲/۰۹ |       |
| ۱۷۷  | مجموعه نهرپادشاهی                        |                | صفویه                            | شهرستان شوشتر به موازات جاده آسفالته روستای ترکالکی                                                                              | ۸۸۸۲      | ۱۳۸۲/۰۳/۱۰ |       |
| ۱۷۸  | آرامگاه سید حسین                         |                | صفویه                            | شوشتر، بلوار شوشتر به مسجد سلیمان، ابتدای بلوار، شمال شرق امامزاده عبدالله                                                       | ۹۹۶۵      | ۱۳۸۲/۰۶/۲۳ |       |
| ۱۷۹  | مسجد عبدالله بانو                        |                | صفویه                            | شوشتر، خیبان جدید الاحداث عبدالله بانو، (۲۰ متری)                                                                                | ۹۹۶۷      | ۱۳۸۲/۰۶/۲۳ |       |
| ۱۸۰  | محوطه بند خاک شوشتر                      |                | ساسانی                           | شوشتر، مجاور خیابان کمربندی، ضلع شمال غربی امامزاده عبدالله                                                                      | ۱۰۸۷۴     | ۱۳۸۲/۱۱/۰۲ |       |
| ۱۸۱  | پل حاج خدایی                             |                | اسلامی                           | شوشتر، خیابان کمربندی، ضلع غربی پمپ بنزین                                                                                        | ۱۱۹۵۹     | ۱۳۸۴/۰۴/۰۵ |       |
| ۱۸۲  | حمام جلودار                              |                | قاجاریه                          | شوشتر، خیابان شریعتی غربی، محله شاه زید                                                                                          | ۱۱۹۶۰     | ۱۳۸۴/۰۴/۰۵ |       |
| ۱۸۳  | قدمگاه صاحب الزمان                       |                | قاجاریه                          | شمال شرق شوشتر، انتهای بزرگراه بین الحرمین                                                                                       | ۱۳۵۶۷     | ۱۳۸۴/۰۷/۲۳ |       |
| ۱۸۴  | ساباط حاج عوض                            |                | قاجاریه                          | شهرشوشتر، خ سادات، جنب حمام سادات                                                                                                | ۱۴۶۸۹     | ۱۳۸۴/۱۲/۱۶ |       |
| ۱۸۵  | ساباط مسجد حاج شیخ                       |                | قاجاریه                          | شهرشوشتر، خ طالقانی، محله پل خراطان، ک شیخ جعفر شوشتری                                                                           | ۱۴۶۹۰     | ۱۳۸۴/۱۲/۱۶ |       |
| ۱۸۶  | ساباط سیلان ب                            |                | قاجاریه                          | شهرشوشتر، انتهای خ سادات، ک آل غفور                                                                                              | ۱۴۶۹۱     | ۱۳۸۴/۱۲/۱۶ |       |
| ۱۸۷  | ساباط ابریشم کار الف                     |                | قاجاریه                          | شهرشوشتر، خ امام شرقی، محله درخونه، ک ابریشم کار، ساباط ابریشم کار الف                                                           | ۱۴۶۹۲     | ۱۳۸۴/۱۲/۱۶ |       |
| ۱۸۸  | ساباط افضلان الف                         |                | قاجاریه                          | شهرشوشتر، خ طالقانی، محله دلدل، شرق کاروانسرای افضل، ساباط افضلان الف                                                            | ۱۴۶۹۳     | ۱۳۸۴/۱۲/۱۶ |       |
| ۱۸۹  | ساباط حاج رستم                           |                | قاجاریه                          | شهرشوشتر، خ امام شرقی، محله سنگفرش                                                                                               | ۱۴۶۹۴     | ۱۳۸۴/۱۲/۱۶ |       |
| ۱۹۰  | ساباط سودمند ب                           |                | قاجاریه                          | شهرشوشتر، انتهای خ سادات، محله دو خواهران، ک ثابتی                                                                               | ۱۴۶۹۵     | ۱۳۸۴/۱۲/۱۶ |       |
| ۱۹۱  | ساباط مقدم                               |                | قاجاریه                          | شهرشوشتر، انتهای خ علامه شیخ، محله عبدالله بانو، ک مقدم، روبروی بقعه عبدالله بانو                                                | ۱۴۶۹۶     | ۱۳۸۴/۱۲/۱۶ |       |
| ۱۹۲  | ساباط سیلان الف                          |                | قاجاریه                          | شهرشوشتر، انتهای خ سادات، ک آل غفور                                                                                              | ۱۴۶۹۷     | ۱۳۸۴/۱۲/۱۶ |       |
| ۱۹۳  | ساباط علم                                |                | قاجاریه                          | شهرشوشتر، انتهای خ سادات، جنب مسجد آهنگران                                                                                       | ۱۴۶۹۸     | ۱۳۸۴/۱۲/۱۶ |       |
| ۱۹۴  | ساباط افضلان ب                           |                | قاجاریه                          | شهرشوشتر، خ طالقانی، چهار راه امام، محله دلدل، خ سپه سابق، شرق کاروانسرای افضلان                                                 | ۱۴۶۹۹     | ۱۳۸۴/۱۲/۱۶ |       |
| ۱۹۵  | ساباط غلامیان ب                          |                | قاجاریه                          | شهرشوشتر، خ امام ضلع شرقی، کوی سید قاسم ساباط، غلامیان ب                                                                         | ۱۴۷۰۰     | ۱۳۸۴/۱۲/۱۶ |       |
| ۱۹۶  | مسجد شاه صفی                             |                | صفویه                            | شهرشوشتر، خ شریعتی غربی، خ قلعه سلاسل، روبروی تربیت بدنی                                                                         | ۱۴۷۰۴     | ۱۳۸۴/۱۲/۱۶ |       |
| ۱۹۷  | ساباط غلامیان الف                        |                | قاجار                            | شهرشوشتر، انتهای خ امام، کوی سید قاسم                                                                                            | ۱۴۷۱۰     | ۱۳۸۴/۱۲/۱۶ |       |
| ۱۹۸  | ساباط سودمند الف                         |                | قاجار                            | شهرشوشتر، انتهای خیابان سادات، محله دوخواهران، کوچه ثابتی                                                                        | ۱۴۷۱۱     | ۱۳۸۴/۱۲/۱۶ |       |
| ۱۹۹  | مقام عباس                                |                | قاجاریه                          | شهر شوشتر، انتهای ضلع شرقی خ امام خمینی، محله در عباس، جنب منزل قدیمی معین التجار                                                | ۱۴۹۹۸     | ۱۳۸۴/۱۲/۱۶ |       |
| ۲۰۰  | ساباط نورعلی                             |                | قاجار                            | شهرشوشتر، خ امام شرقی، محله دوخواهران، میدان سیدقاسم، کوچه شهید ثابتیان                                                          | ۱۵۰۰۲     | ۱۳۸۴/۱۲/۱۶ |       |
| ۲۰۱  | ساباط خرم نیا                            |                | قاجار                            | شهرشوشتر، خ سادات، جنب حمام سادات، محله سیدناصرالدین، کوچه فرجام                                                                 | ۱۵۰۰۶     | ۱۳۸۴/۱۲/۱۶ |       |
| ۲۰۲  | ساباط شعیب رسول                          |                | قاجاریه                          | شهرشوشتر، خ امام شرقی، محله دو خواهران، ک صفایی                                                                                  | ۱۵۰۱۹     | ۱۳۸۴/۱۲/۱۶ |       |
| ۲۰۳  | ساباط آغر                                |                | قاجاریه                          | شهرشوشتر، خ شریعتی شرقی، محله اشکفتی، ک شهید پیشدادی                                                                             | ۱۵۰۲۰     | ۱۳۸۴/۱۲/۲۴ |       |
| ۲۰۴  | ساباط حسینیه حاج شیخ                     |                | قاجاریه                          | شهرشوشتر، خ طالقانی، محله پل خراطان، ک باقری                                                                                     | ۱۵۰۲۱     | ۱۳۸۴/۱۲/۲۴ |       |
| ۲۰۵  | ساباط قریشی                              |                | قاجاریه                          | شهرشوشتر، خ سادات، ک شهید ابوالقاسم زاهد زاده، روبروی مسجد حاج زمان                                                              | ۱۵۰۲۲     | ۱۳۸۴/۱۲/۲۴ |       |
| ۲۰۶  | ساباط کجباف                              |                | قاجاریه                          | شهرشوشتر، انتهای خ سادات، ک شهید وکیل زرگر                                                                                       | ۱۵۰۲۳     | ۱۳۸۴/۱۲/۲۴ |       |
| ۲۰۷  | ساباط حسین پور                           |                | قاجاریه                          | شهرشوشتر، خ امام شرقی، محله دوخواهران، ک شکوه نیا                                                                                | ۱۵۰۲۴     | ۱۳۸۴/۱۲/۲۴ |       |
| ۲۰۸  | ساباط منجم                               |                | قاجاریه                          | شهرشوشتر، خ طالقانی، محله پل خراطان، ک باقری                                                                                     | ۱۵۰۲۵     | ۱۳۸۴/۱۲/۲۴ |       |
| ۲۰۹  | ساباط ابریشم کار ب                       |                | قاجاریه                          | شهر شوشتر، خ امام شرقی، محله درخونه                                                                                              | ۱۵۰۳۲     | ۱۳۸۴/۱۲/۲۴ |       |
| ۲۱۰  | ساباط قنواتی                             |                | قاجاریه                          | شهرشوشتر، خ شریعتی شرقی، ک قناد                                                                                                  | ۱۵۰۳۳     | ۱۳۸۴/۱۲/۲۴ |       |
| ۲۱۱  | ساباط مؤمن زاده                          |                | قاجاریه                          | شهر شوشتر، خ طالقانی، محله دکان شمس، ک فلاحت                                                                                     | ۱۵۰۳۴     | ۱۳۸۴/۱۲/۲۴ |       |
| ۲۱۲  | ساباط پاپهن                              |                | قاجاریه                          | شهر شوشتر، خ امام شرقی، محله درخونه، ک خیام                                                                                      | ۱۵۰۴۱     | ۱۳۸۴/۱۲/۲۴ |       |
| ۲۱۳  | کاروان‌سرای امین زاده                     |                | قاجاریه                          | شهر شوشتر، انتهای خ طالقانی، نرسیده به چهار راه امام خمینی، ابتدای خ افضل (سپه سابق)                                             | ۱۷۳۹۲     | ۱۳۸۵/۱۲/۰۶ |       |
| ۲۱۴  | نهر گرگر                                 |                | هخامنشی                          | شهر شوشتر، انتهای بلوار شرافت | ۱۷۵۹۹     | ۱۳۸۵/۱۲/۰۶ |       |
| ۲۱۵  | حمام خان                                 |                | قاجاریه                          | شهر شوشتر، انتهای خیابان امام، بالا دست رودگرگر، مخروبه                                                                          | ۱۸۰۰۱     | ۱۳۸۵/۱۲/۱۵ |       |
| ۲۱۶  | بند گبری                                 |                | ساسانی                           | شهرستان شوشتر، بخش مرکزی، روستای پیر گاری                                                                                        | ۱۹۳۲۳     | ۱۳۸۶/۰۵/۰۱ |       |
| ۲۱۷  | محوطه چرخاب گرد                          |                | قرون میانه اسلامی ـ ساسانی       | شهرستان شوشتر، بخش مرکزی، دهستان عقیلی، دو کیلومتری روستای کوه زر                                                                | ۲۳۰۰۶     | ۱۳۸۷/۰۳/۰۷ |       |
| ۲۱۸  | خانه گازر                                |                | قاجاریه                          | شهر شوشتر، محله دلدل، پشت زینبیه کلانتر، کوچه افضلان، کوچه شهید قصاب نژاد                                                        | ۲۳۰۰۷     | ۱۳۸۷/۰۳/۰۷ |       |
| ۲۱۹  | باغ خان پایین                            |                | قاجاریه                          | شهر شوشتر، انتهای خیابان امام شرقی، جنب پل فلزی                                                                                  | ۲۳۰۵۱     | ۱۳۸۷/۰۵/۰۲ |       |
| ۲۲۰  | خانه دورقی                               |                | قاجاریه                          | شهر شوشتر، خیابان امام شرقی، محله دوخواهران، میدان سید قاسم، کوچه دورقی                                                          | ۲۳۸۷۶     | ۱۳۸۷/۰۸/۲۶ |       |